# Lupin (série télévisée, 2021)
Pour les articles homonymes, voir Lupin (homonymie).
Ne doit pas être confondu avec Lupin (série télévisée, 2007).
Lupin (sous-titré Dans l'ombre d'Arsène) est une série télévisée française, créée par George Kay et François Uzan et diffusée depuis le 8 janvier 2021 sur la plateforme Netflix.
La série s'inspire de l'univers et du personnage d'Arsène Lupin, créé par le romancier français Maurice Leblanc, à travers les aventures d'Assane Diop, interprété par Omar Sy.
La série parvient à intégrer le top 10 des contenus les plus regardés sur Netflix dans de nombreux pays, quelques jours seulement après sa sortie. Selon des estimations de la plateforme, elle pourrait même être le plus gros succès non-anglophone, en étant visionnée près de 70 millions de fois, 28 jours après sa sortie.

## Synopsis
En 1995, le jeune Assane Diop est bouleversé par le suicide de son père, accusé d'un vol qu'il n'a pas commis. Vingt-cinq ans plus tard, Assane organise le vol d'un collier ayant appartenu à Marie-Antoinette d'Autriche. Le bijou, aujourd'hui exposé au musée du Louvre, appartenait à la riche famille Pellegrini. Il veut se venger de cette famille ayant accusé à tort son père, en s'inspirant de son personnage fétiche : le « gentleman cambrioleur » Arsène Lupin, utilisant la science de ce personnage aux multiples facettes imaginé par Maurice Leblanc pour échapper à la police. En parallèle de ses activités illégales, Assane tente également de s'occuper davantage de son fils Raoul, qui vit aujourd'hui avec son ex-petite amie Claire.

## Fiche technique
Sauf indication contraire, les informations mentionnées dans cette section peuvent être confirmées par la base de données cinématographiques IMDb,  présente dans la section « Liens externes ».
- Titre original : Lupin
- Création : George Kay et François Uzan
- Casting : Michael Laguens
- Réalisation : Louis Leterrier, Marcela Said, Ludovic Bernard, Hugo Gélin
- Scénario : George Kay, François Uzan, Florent Meyer, Tigran Rosine, Marie Roussin, d'après l’œuvre de Maurice Leblanc
- Musique : Mathieu Lamboley
- Décors : Françoise Dupertuis
- Costumes : Olivier Bériot
- Photographie : Christophe Nuyens et Martial Schmeltz
- Montage : Jean-Daniel Fernandez-Qundez, Richard Marizy et Audrey Simonaud
- Production : Isabelle Degeorges, Nathan Franck et Martin Jaubert
- Société de production : Gaumont Télévision
- Société de distribution : Netflix
- Pays d'origine :  France
- Langue originale : français
- Format : couleur
- Genres : drame policier, thriller
- Durée : 40-50 minutes
- Date de première diffusion : 8 janvier 2021 sur Netflix

## Distribution
Sauf indication contraire, les informations mentionnées dans cette section peuvent être confirmées par les bases de données cinématographiques IMDb et Allociné,  présentes dans la section « Liens externes ».

### Acteurs principaux
- Omar Sy : Assane Diop
  - Mamadou Haïdara : Assane Diop, jeune
- Ludivine Sagnier : Claire Laurent
  - Ludmilla Makowski : Claire Laurent, jeune
- Antoine Gouy : Benjamin Férel
  - Adrian Valli de Villebonne : Benjamin Férel, jeune
- Soufiane Guerrab : lieutenant Youssef Guédira
- Shirine Boutella : lieutenant (saisons 1 et 2) puis capitaine (saison 3) Sofia Belkacem
- Etan Simon : Raoul Diop

### Anciens acteurs principaux
- Clotilde Hesme : Juliette Pellegrini (saisons 1 et 2, invitée saison 3)
  - Léa Bonneau : Juliette Pellegrini, jeune (saisons 1 et 2)
- Nicole Garcia : Anne Pellegrini (saisons 1 et 2)
- Hervé Pierre : Hubert Pellegrini (saisons 1 et 2, invité saison 3)
- Vincent Londez : capitaine Romain Laugier (saisons 1 et 2)

### Acteurs récurrents
- Vincent Garanger : commissaire Gabriel Dumont (saisons 1 et 2)
  - Johann Dionnet : Gabriel Dumont, jeune (saison 1, invité saison 3)
- Adama Niane : Léonard Koné (saisons 1 et 2)
- Fargass Assandé : Babakar Diop
- Nicolas Wanczycki : Pascal (saison 2)
- Stefan Crepon : Philippe Courbet (saison 2, invité saison 3)
- Pierre Lottin : Bruno adulte (saison 3)
  - Noé Wodecki : Bruno jeune (saison 3)
- Naky Sy Savané: Mariama Diop (saison 3)
  - Seyna Kane : Mariama Diop, jeune (saison 3)
- Steve Tientcheu : Jean-Luc Keller (saison 3)
  - Salif Cissé : Jean-Luc Keller 1998 (saison 3)
- Sandra Parfait : Manon (saison 3)
  - Sandya Touré Maite : Manon, jeune (saison 3)
- Martha Canga Antonio : Fleur Bélanger (saison 3)
- Julien Pestel : Arnold de Garmeaux (saison 3)
- Nicolas Berno : Ferdinand (saison 3)

### Invités
- Grégoire Colin : Vincent (saison 1 épisode 1)
- Kamel Guenfoud : Kévin (saison 1 épisode 1)
- Xavier Lemaître : Thibaud de Quenoy (saison 1 épisodes 1 et 4)
- Éric Paul : Philippe Bouchard (saison 1 épisodes 2 et 3; saison 2 épisode 2)
- Saïd Benchnafa : Bogdan (saison 1 épisode 2)
- Karim Lasmi : Mirko (saison 1 épisode 2)
- François Creton : Étienne Comet (saison 1 épisode 2)
- Anne Benoît : Fabienne Bériot (saison 1 épisode 4)
- Azzeddine Ahmed-Chaouch : Thomas Gendre (saison 1 épisode 4; saison 2 épisode 2)
- Salim Kechiouche : Marc (saison 2 épisodes 3 et 4)
- Franck Mercadal : Lucas Lacroix (saison 2 épisodes 4 et 5)
- Xavier Robic : Nicholas Imbert (saison 3 épisodes 1 et 2)
- Luc-Antoine Diquéro : Daniel Martinez (saison 3 épisodes 2 et 4)
- Jean Benguigui : Alberto (saison 3 épisode 2)
- Vincent Overath : Cisco saison 3 épisode 3)
- Antony Hickling : Max Moller (saison 3 épisode 4)
- Bruno Paviot : Frédéric Lassaire (saison 3 épisode 5)
- Patrick Rocca : le Colonel François de Criqui (saison 3 épisode 7)
- Philippe Résimont : Thierry Floron, le Ministre de l'Intérieur (saison 3 épisode 7)

Principaux acteurs de la série
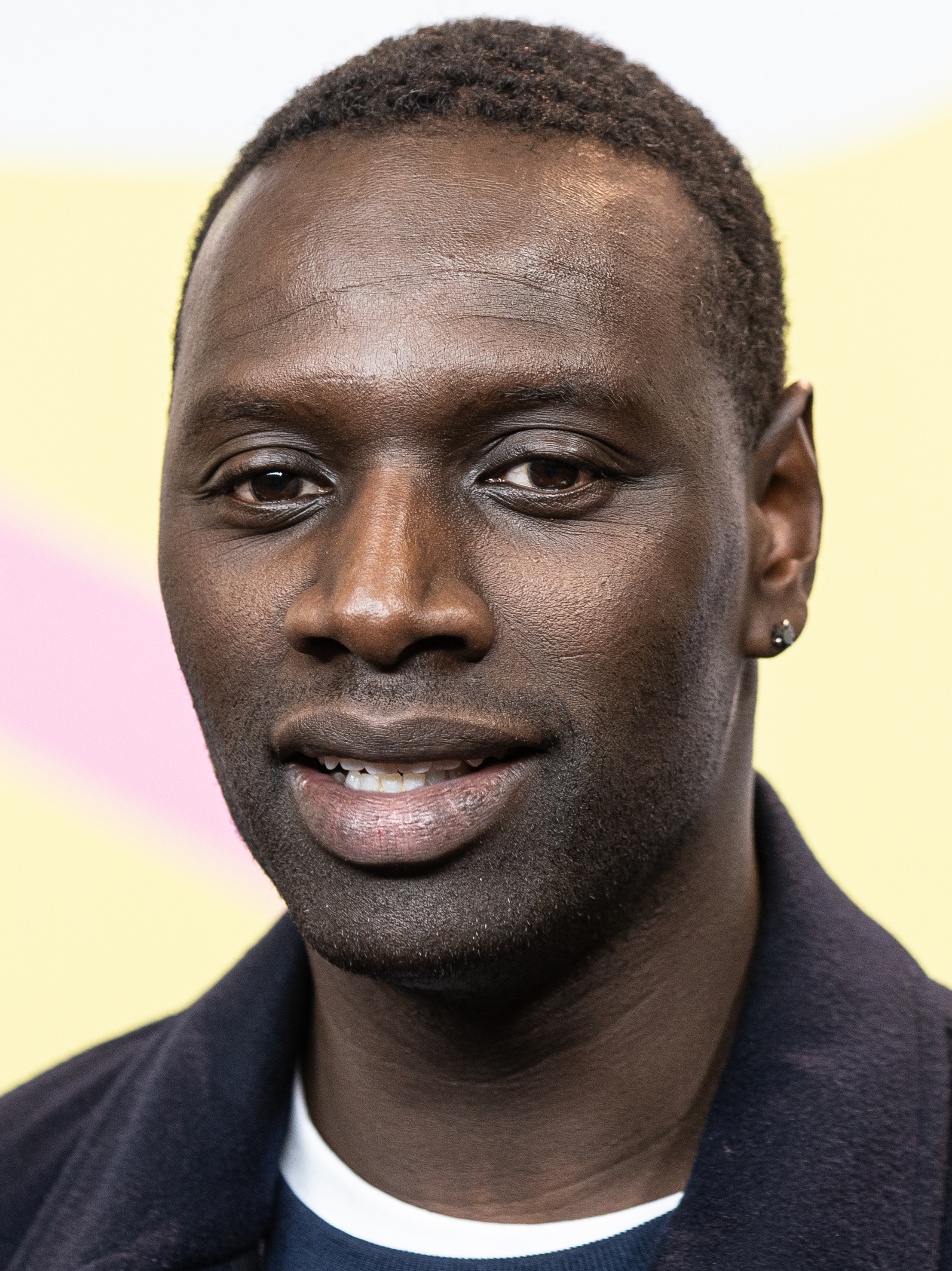
Omar Sy
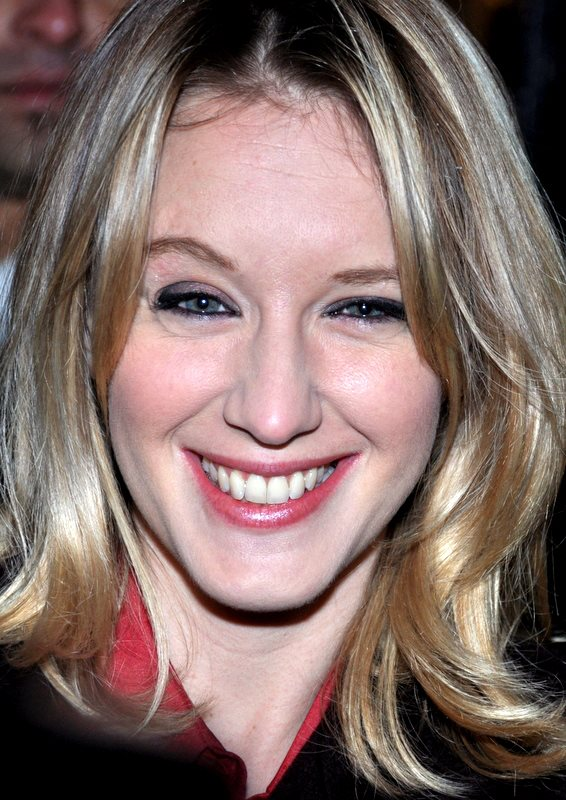
Ludivine Sagnier
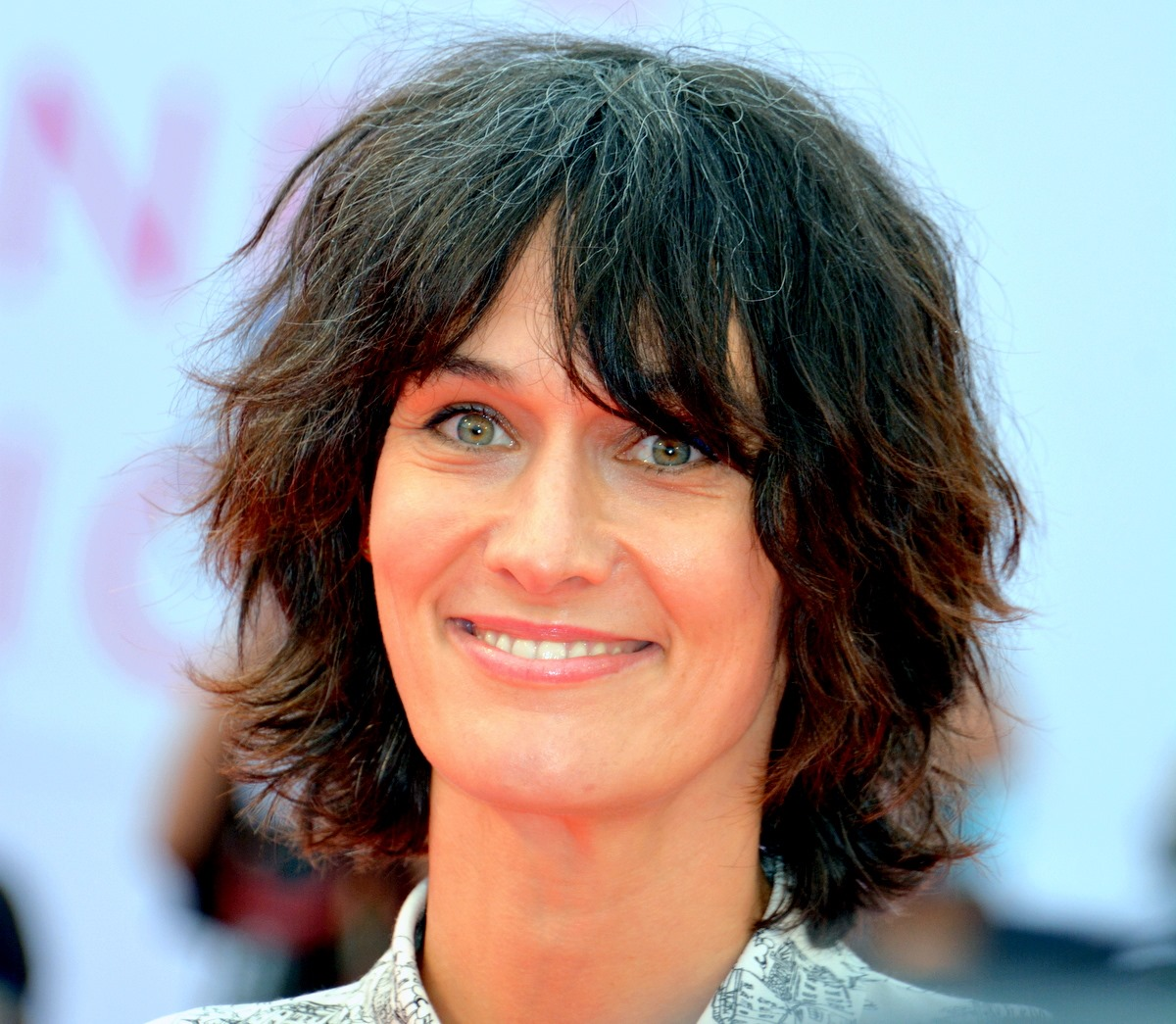
Clotilde Hesme
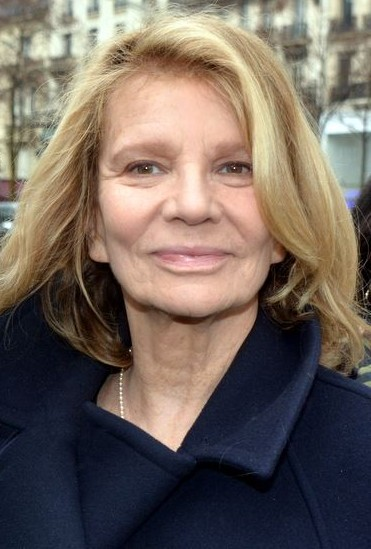
Nicole Garcia
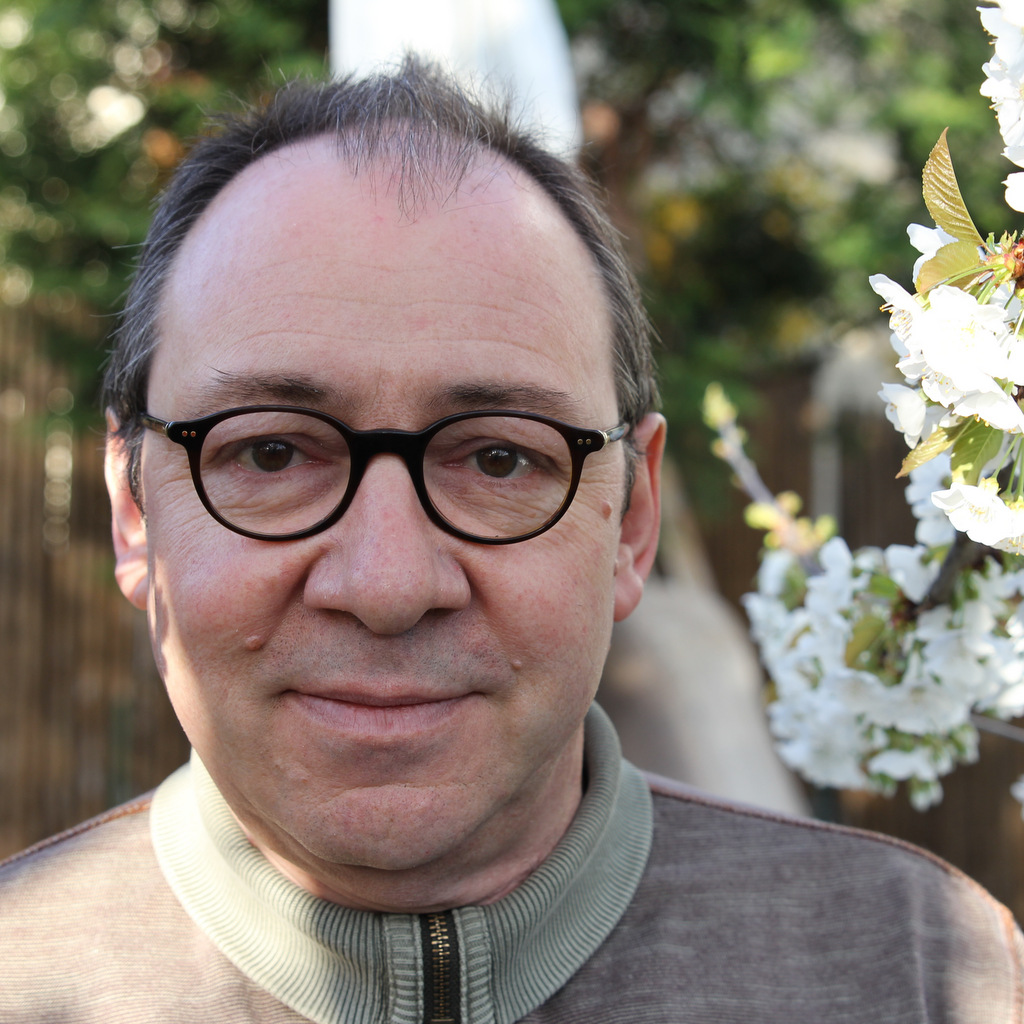
Hervé Pierre
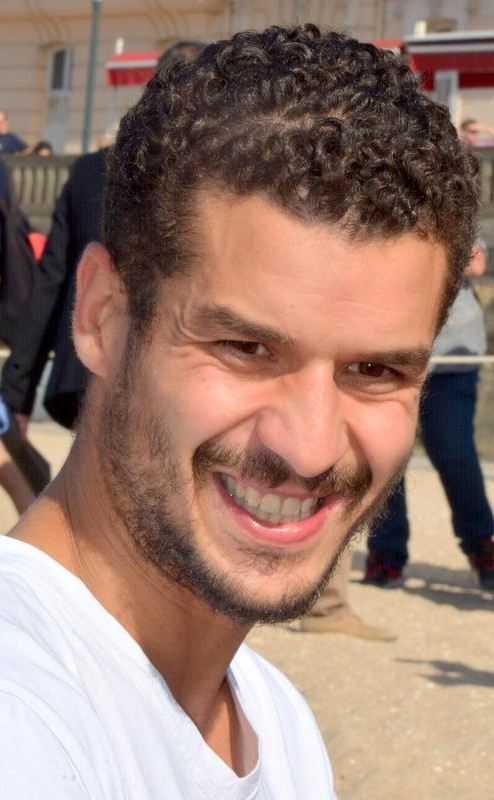
Soufiane Guerrab

## Production

### Genèse et développement
L'idée d'une adaptation modernisée et télévisée des aventures d'Arsène Lupin est évoquée dès 2017. Jalil Lespert et Abdel Raouf Dafri sont chargés de développer le projet, produit par Cinéfrance. Abdel Raouf Dafri déclare alors ne pas être un admirateur des romans de Maurice Leblanc ni de son adaptation télévisée des années 1970 avec Georges Descrières qui selon lui « gommait la noirceur et le cynisme » de l’œuvre originale. Le scénariste a ensuite trouvé dans cet univers « des points de concordances » avec l'époque moderne, d’où l'idée de transposer l'intrigue au XXIe siècle. En décembre 2018, le projet est cette fois développé par Gaumont et la diffusion est annoncée sur Netflix avec Omar Sy en tête d'affiche.

### Tournage
Le tournage débute fin 2019 ; une première photographie d'Omar Sy est alors dévoilée. Les trois premiers épisodes sont réalisés par Louis Leterrier. En mars 2020, le tournage est interrompu en raison de la pandémie de Covid-19, alors que l'équipe tourne au musée du Louvre.

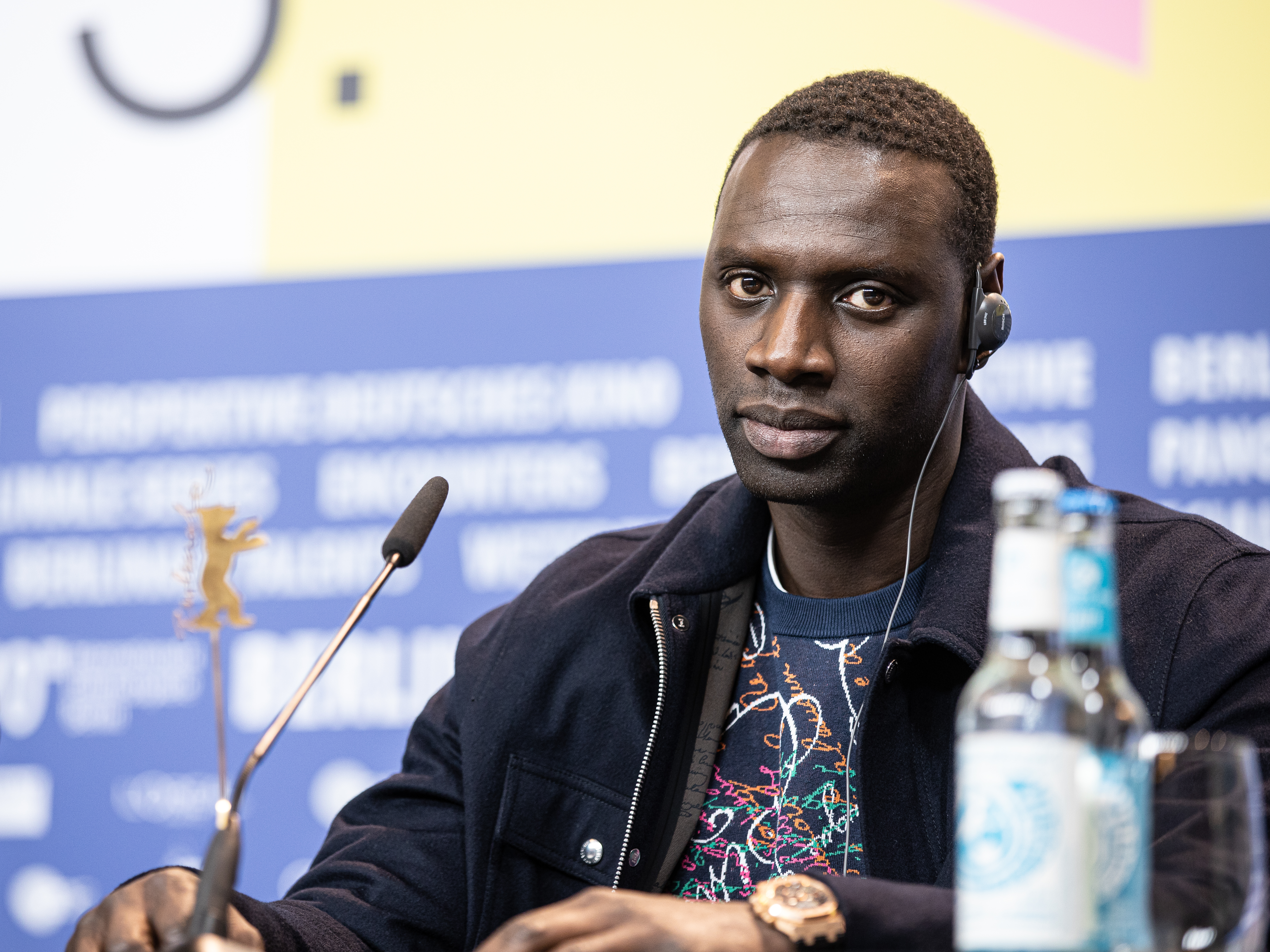
L'acteur principal durant la Berlinale 2020.

En mai 2020, il est annoncé que les prises de vues recommenceront en septembre 2020. Il reprend finalement plus tôt avec notamment des scènes tournées à Étretat (Seine-Maritime) fin juin 2020. En juillet, l'équipe tourne dans la gare de Villeneuve-Triage dans le Val-de-Marne, notamment à bord de l'Orient-Express.
Les scènes représentant l'internat des services sociaux dans la jeunesse d'Assane sont tournées dans le collège de la Maison d'éducation de la Légion d'honneur Les Loges, à Saint-Germain-en-Laye. Les scènes de prison ont été tournées à la maison d'arrêt de Bois-d'Arcy dans les Yvelines.
En février 2022, l'équipe de tournage qui tournait à Nanterre s'est fait agresser sur le plateau par une vingtaine de personnes encagoulées. Un matériel d'un montant de 300 000 € a été volé, personne n'a été blessé.

### Bande originale
La musique de la série a été composée par Mathieu Lamboley qui apparaît également brièvement à la fin de la Partie 2 en tant que chef d'orchestre durant le concert des Pellegrini. À propos de la conception, il déclare : « Selon moi, Lupin est centrée sur la notion d'héritage. Un père qui transmet à son fils une œuvre littéraire, ce dernier le perpétue à notre époque et ainsi de suite. La question fondamentale était ; Comment pourrais-je retranscrire cela en musique ? J'ai donc opté pour une approche hybride en mixant ma culture / mon héritage personnel fait de musique classique à des sonorités modernes [...] et c'est cela que vous pouvez entendre dans la bande originale : une partition classique se mêlant au rythme du hip-hop.».
| Lupin, Partie 1 (Soundtrack - Netflix Original Series) | Lupin, Partie 1 (Soundtrack - Netflix Original Series) | Lupin, Partie 1 (Soundtrack - Netflix Original Series) | Lupin, Partie 1 (Soundtrack - Netflix Original Series) | Lupin, Partie 1 (Soundtrack - Netflix Original Series) | Lupin, Partie 1 (Soundtrack - Netflix Original Series) | Lupin, Partie 1 (Soundtrack - Netflix Original Series) | Lupin, Partie 1 (Soundtrack - Netflix Original Series) | Lupin, Partie 1 (Soundtrack - Netflix Original Series) | Lupin, Partie 1 (Soundtrack - Netflix Original Series) |
| No                                                     | Titre                                                  | 08/01/2021                                             | Durée                                                  |                                                        |                                                        |                                                        |                                                        |                                                        |                                                        |
| ------------------------------------------------------ | ------------------------------------------------------ | ------------------------------------------------------ | ------------------------------------------------------ | ------------------------------------------------------ | ------------------------------------------------------ | ------------------------------------------------------ | ------------------------------------------------------ | ------------------------------------------------------ | ------------------------------------------------------ |
| 1.                                                     | Arsène                                                 |                                                        | 2:27                                                   |                                                        |                                                        |                                                        |                                                        |                                                        |                                                        |
| 2.                                                     | Pellegrini                                             |                                                        | 1:52                                                   |                                                        |                                                        |                                                        |                                                        |                                                        |                                                        |
| 3.                                                     | Juliette                                               |                                                        | 1:24                                                   |                                                        |                                                        |                                                        |                                                        |                                                        |                                                        |
| 4.                                                     | Étretat                                                |                                                        | 1:27                                                   |                                                        |                                                        |                                                        |                                                        |                                                        |                                                        |
| 5.                                                     | L'Emeraude                                             |                                                        | 3:13                                                   |                                                        |                                                        |                                                        |                                                        |                                                        |                                                        |
| 6.                                                     | L'Aiguille Mystérieuse                                 |                                                        | 2:00                                                   |                                                        |                                                        |                                                        |                                                        |                                                        |                                                        |
| 7.                                                     | Gentleman                                              |                                                        | 2:07                                                   |                                                        |                                                        |                                                        |                                                        |                                                        |                                                        |
| 8.                                                     | Cambrioleur                                            |                                                        | 1:18                                                   |                                                        |                                                        |                                                        |                                                        |                                                        |                                                        |
| 9.                                                     | Les Confidences d'Assane                               |                                                        | 3:02                                                   |                                                        |                                                        |                                                        |                                                        |                                                        |                                                        |
| 10.                                                    | Coffre-fort                                            |                                                        | 2:38                                                   |                                                        |                                                        |                                                        |                                                        |                                                        |                                                        |
| 11.                                                    | Claire                                                 |                                                        | 1:46                                                   |                                                        |                                                        |                                                        |                                                        |                                                        |                                                        |
| 12.                                                    | Le Voyageur                                            |                                                        | 1:47                                                   |                                                        |                                                        |                                                        |                                                        |                                                        |                                                        |
| 13.                                                    | Diamants                                               |                                                        | 1:37                                                   |                                                        |                                                        |                                                        |                                                        |                                                        |                                                        |
| 14.                                                    | Louvre                                                 |                                                        | 3:11                                                   |                                                        |                                                        |                                                        |                                                        |                                                        |                                                        |
| 15.                                                    | Lupin                                                  |                                                        | 3:52                                                   |                                                        |                                                        |                                                        |                                                        |                                                        |                                                        |
| 34:00                                                  |                                                        |                                                        |                                                        |                                                        |                                                        |                                                        |                                                        |                                                        |                                                        |

| Lupin, Partie 2 (Soundtrack - Netflix Original Series) | Lupin, Partie 2 (Soundtrack - Netflix Original Series) | Lupin, Partie 2 (Soundtrack - Netflix Original Series) | Lupin, Partie 2 (Soundtrack - Netflix Original Series) | Lupin, Partie 2 (Soundtrack - Netflix Original Series) | Lupin, Partie 2 (Soundtrack - Netflix Original Series) | Lupin, Partie 2 (Soundtrack - Netflix Original Series) | Lupin, Partie 2 (Soundtrack - Netflix Original Series) | Lupin, Partie 2 (Soundtrack - Netflix Original Series) | Lupin, Partie 2 (Soundtrack - Netflix Original Series) |
| No                                                     | Titre                                                  | 11/06/2021                                             | Durée                                                  |                                                        |                                                        |                                                        |                                                        |                                                        |                                                        |
| ------------------------------------------------------ | ------------------------------------------------------ | ------------------------------------------------------ | ------------------------------------------------------ | ------------------------------------------------------ | ------------------------------------------------------ | ------------------------------------------------------ | ------------------------------------------------------ | ------------------------------------------------------ | ------------------------------------------------------ |
| 1.                                                     | Le Secret                                              |                                                        | 3:51                                                   |                                                        |                                                        |                                                        |                                                        |                                                        |                                                        |
| 2.                                                     | Coulisses                                              |                                                        | 1:53                                                   |                                                        |                                                        |                                                        |                                                        |                                                        |                                                        |
| 3.                                                     | L'Indice                                               |                                                        | 1:23                                                   |                                                        |                                                        |                                                        |                                                        |                                                        |                                                        |
| 4.                                                     | Agent Ferel & Cie                                      |                                                        | 1:20                                                   |                                                        |                                                        |                                                        |                                                        |                                                        |                                                        |
| 5.                                                     | Le Manoir Mystérieux                                   |                                                        | 3:34                                                   |                                                        |                                                        |                                                        |                                                        |                                                        |                                                        |
| 6.                                                     | Léonard                                                |                                                        | 1:50                                                   |                                                        |                                                        |                                                        |                                                        |                                                        |                                                        |
| 7.                                                     | En Scène!                                              |                                                        | 1:43                                                   |                                                        |                                                        |                                                        |                                                        |                                                        |                                                        |
| 8.                                                     | Duel                                                   |                                                        | 2:30                                                   |                                                        |                                                        |                                                        |                                                        |                                                        |                                                        |
| 9.                                                     | Sueur Froide                                           |                                                        | 2:18                                                   |                                                        |                                                        |                                                        |                                                        |                                                        |                                                        |
| 10.                                                    | L'Arnaque                                              |                                                        | 2:00                                                   |                                                        |                                                        |                                                        |                                                        |                                                        |                                                        |
| 11.                                                    | Les Huit Coups                                         |                                                        | 2:41                                                   |                                                        |                                                        |                                                        |                                                        |                                                        |                                                        |
| 12.                                                    | Les Milliards                                          |                                                        | 3:21                                                   |                                                        |                                                        |                                                        |                                                        |                                                        |                                                        |
| 13.                                                    | La Symphonie de Lupin                                  |                                                        | 5:12                                                   |                                                        |                                                        |                                                        |                                                        |                                                        |                                                        |
| 14.                                                    | Dans L'Ombre d'Assane                                  |                                                        | 2:12                                                   |                                                        |                                                        |                                                        |                                                        |                                                        |                                                        |
| 35:52                                                  |                                                        |                                                        |                                                        |                                                        |                                                        |                                                        |                                                        |                                                        |                                                        |

| Lupin, Partie 3 (Soundtrack - Netflix Original Series) | Lupin, Partie 3 (Soundtrack - Netflix Original Series) | Lupin, Partie 3 (Soundtrack - Netflix Original Series) | Lupin, Partie 3 (Soundtrack - Netflix Original Series) | Lupin, Partie 3 (Soundtrack - Netflix Original Series) | Lupin, Partie 3 (Soundtrack - Netflix Original Series) | Lupin, Partie 3 (Soundtrack - Netflix Original Series) | Lupin, Partie 3 (Soundtrack - Netflix Original Series) | Lupin, Partie 3 (Soundtrack - Netflix Original Series) | Lupin, Partie 3 (Soundtrack - Netflix Original Series) |
| No                                                     | Titre                                                  | 29/09/2023                                             | Durée                                                  |                                                        |                                                        |                                                        |                                                        |                                                        |                                                        |
| ------------------------------------------------------ | ------------------------------------------------------ | ------------------------------------------------------ | ------------------------------------------------------ | ------------------------------------------------------ | ------------------------------------------------------ | ------------------------------------------------------ | ------------------------------------------------------ | ------------------------------------------------------ | ------------------------------------------------------ |
| 1.                                                     | Perle Noire                                            |                                                        | 2:54                                                   |                                                        |                                                        |                                                        |                                                        |                                                        |                                                        |
| 2.                                                     | Carte Postale                                          |                                                        | 3:38                                                   |                                                        |                                                        |                                                        |                                                        |                                                        |                                                        |
| 3.                                                     | Place Vendôme                                          |                                                        | 7:08                                                   |                                                        |                                                        |                                                        |                                                        |                                                        |                                                        |
| 4.                                                     | Inspecteur Ganimard                                    |                                                        | 1:54                                                   |                                                        |                                                        |                                                        |                                                        |                                                        |                                                        |
| 5.                                                     | Labyrinthe                                             |                                                        | 5:13                                                   |                                                        |                                                        |                                                        |                                                        |                                                        |                                                        |
| 6.                                                     | Père-Lachaise                                          |                                                        | 3:58                                                   |                                                        |                                                        |                                                        |                                                        |                                                        |                                                        |
| 7.                                                     | Le Fugitif                                             |                                                        | 2:55                                                   |                                                        |                                                        |                                                        |                                                        |                                                        |                                                        |
| 8.                                                     | Fleur                                                  |                                                        | 1:10                                                   |                                                        |                                                        |                                                        |                                                        |                                                        |                                                        |
| 9.                                                     | La Rançon                                              |                                                        | 2:51                                                   |                                                        |                                                        |                                                        |                                                        |                                                        |                                                        |
| 10.                                                    | Ferel                                                  |                                                        | 1:44                                                   |                                                        |                                                        |                                                        |                                                        |                                                        |                                                        |
| 11.                                                    | Kidnapping                                             |                                                        | 3:44                                                   |                                                        |                                                        |                                                        |                                                        |                                                        |                                                        |
| 12.                                                    | Filature                                               |                                                        | 2:22                                                   |                                                        |                                                        |                                                        |                                                        |                                                        |                                                        |
| 13.                                                    | Les Huit Coups Variation & Remix                       |                                                        | 2:00                                                   |                                                        |                                                        |                                                        |                                                        |                                                        |                                                        |
| 14.                                                    | Etretat Variation & Remix                              |                                                        | 2:18                                                   |                                                        |                                                        |                                                        |                                                        |                                                        |                                                        |
| 15.                                                    | Ave Maria                                              |                                                        | 2:20                                                   |                                                        |                                                        |                                                        |                                                        |                                                        |                                                        |
| 16.                                                    | La Symphonie de Lupin – Version 2                      |                                                        | 8:57                                                   |                                                        |                                                        |                                                        |                                                        |                                                        |                                                        |
| 55:15                                                  |                                                        |                                                        |                                                        |                                                        |                                                        |                                                        |                                                        |                                                        |                                                        |

## Épisodes

### Partie 1
La première partie de cette saison est diffusée dès le 8 janvier 2021. Elle se compose de cinq épisodes :
1. Chapitre 1
2. Chapitre 2
3. Chapitre 3
4. Chapitre 4
5. Chapitre 5

### Partie 2
La deuxième partie de cette saison comporte, elle aussi, cinq épisodes. Sa date de sortie, initialement prévue en fin d'année 2021, est finalement avancée au 11 juin de la même année, en raison du succès de la série, :
1. Chapitre 6
2. Chapitre 7
3. Chapitre 8
4. Chapitre 9
5. Chapitre 10

### Partie 3
La troisième partie de la série est annoncée le 20 avril 2023 par Netflix pour le 5 octobre 2023,. Elle comporte sept épisodes.
1. Chapitre 1
2. Chapitre 2
3. Chapitre 3
4. Chapitre 4
5. Chapitre 5
6. Chapitre 6
7. Chapitre 7

### Partie 4
La quatrième partie de la série est annoncée le 12 mai 2025 par Netflix. Elle comporte 8 épisodes.

## Accueil critique

### Public
Dès sa sortie, la série connaît un vif succès, notamment au regard de sa place dans le classement des œuvres les plus visionnées, établi par Netflix, selon le pays.
En France, la série se classe directement à la première place du top 10 France, et parvient à intégrer ce même classement en Allemagne, en Espagne, en Belgique, au Canada, au Brésil, aux Pays-Bas, au Mexique,, mais aussi en Argentine, au Viêt Nam, en Italie, en Pologne, dans les Philippines et enfin, en Suède.
Aux États-Unis, Lupin est la première production française à entrer dans le top 10 US, et ce, dès le lendemain de la première diffusion. Elle parvient d'ailleurs à se hisser à la première place de ce même classement, le 10 janvier 2021,.
Selon des projections de Netflix, la série devrait atteindre près de 70 millions de visionnages dans les 28 jours après sa sortie, devenant ainsi le plus gros succès non-anglophone de la plateforme,. La série est toutefois détrônée par la série sud-coréenne Squid Game la même année.[réf. nécessaire]

### Presse
Le Point émet une critique négative de la série, résumée en ces mots : « Desservie par un script et des personnages aussi creux que l'aiguille d'Étretat, cette réinvention du mythe avec Omar Sy peine à convaincre. », en la nommant « Arsène Loupé ». Selon l'auteur, les épisodes sont « certes, tous de facture élégante […]. Mais surtout tape-à-l'œil, prévisibles, mal dialogués, pas vraiment mieux joués » et « le plus gros défaut de l'ensemble reste la pauvreté des personnages, tous unidimensionnels, caricaturaux et aussi épais que du papier à cigarette ». Concernant les cinq épisodes de la deuxième partie, le magazine poursuit dans le même sens et trouve la série « caricaturale, approximative et, pire que tout, d'une prétention sans nom ».
Pour Myriam Perfetti de Marianne la première saison est « besogneuse, aux images en forme de réclame publicitaire pour la capitale ». Elle évoque « une colossale fumisterie » avec des épisodes « conçus comme une pauvre série B façon TF1 ».
Cependant, d'autres critiques sont largement positives. En effet, pour le magazine Première : « Netflix a produit une série qui transforme le monument littéraire de Maurice Leblanc en blockbuster contemporain. Réalisée par Louis Leterrier (…), la mini-série offre des scènes d’action impeccablement exécutées, des dialogues qui fusent et une mise en scène stylée. ». Pour Les Inrockuptibles : « En faisant d’un immigré sénégalais incarné par Omar Sy l'héritier spirituel du héros de Maurice Leblanc, Lupin : dans l'ombre d’Arsène rehausse d'un éclat contemporain les enjeux sociaux du feuilleton d’aventures policier. ». Enfin, pour Le HuffPost : « La version d’Omar Sy évoque bien plus directement la question des inégalités sociales, mais aussi raciales. […] Le personnage d’Assane Diop confronte un maître priseur qui a du mal à croire qu’un homme noir puisse être multimillionnaire, se glisse dans le costume d’un “invisible” homme de ménage au Louvre ou évoque la Françafrique. ».
Aux États-Unis, Variety émet une critique « dithyrambique » et souligne l' « efficacité » de la série, avec l'abandon du « monocle et des moustaches ».

## Spin-off
En 2023, Bertrand Puard signe le roman Lupin : Échec à la reine, un spin-off préquel de la série. Les événements se déroulent avant ceux du programme.